# Meeresschildkröten
Die Meeresschildkröten (Cheloniidae) stellen im engeren Sinne eine Familie innerhalb der Schildkröten dar. Zusammen mit der Familie Dermochelyidae (deren einzige Art die Lederschildkröte ist) bilden sie die Überfamilie der Chelonioidea, die auf Deutsch oft als Meeresschildkröten im weiteren Sinne bezeichnet werden; dies entspricht dann auch der intuitiven Interpretation als Gesamtheit der im Meer lebenden Schildkröten.
Die Gruppe der Meeresschildkröten umfasst insgesamt sechs bzw. sieben Arten, die eine Reihe gemeinsamer Merkmale tragen. Ihre Extremitäten sind zu großen Paddeln umgestaltet, aus denen nur je eine bzw. zwei Krallen herausragen, und ihr Panzer ist deutlich abgeflacht und stromlinienförmig. Weil der Rückenpanzer auch bei älteren Schildkröten nicht vollständig verknöchert, ragen die Enden der Rippen frei hervor. Beim Bauchpanzer fallen auch einige Rückbildungen auf. Durch die Veränderung des Panzers haben die Meeresschildkröten außerdem die Fähigkeit verloren, ihren relativ großen Kopf bei Gefahr einzuziehen. Eine Anpassung an das Salzwasser stellen die Salzdrüsen dar, die beständig eine konzentrierte Salzlösung abgeben und so den Salzgehalt des Blutes regulieren, die Nieren allein sind dazu nicht fähig.

## Lebensweise und Lebensraum

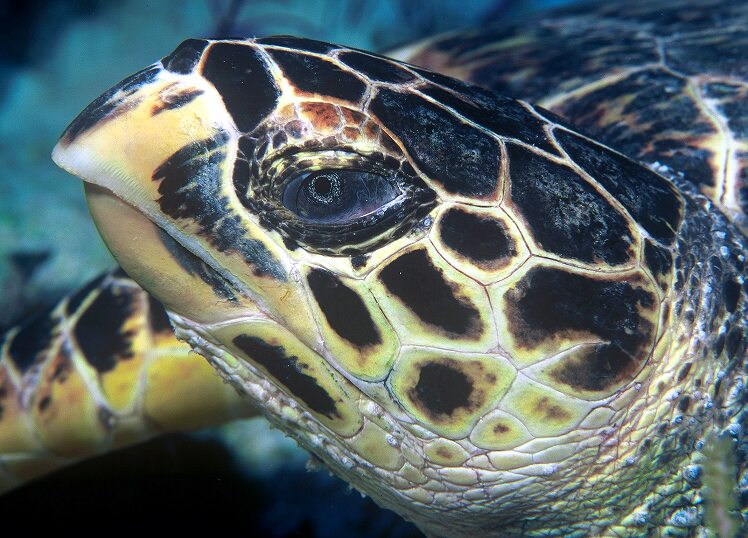
Echte Karettschildkröte

Meeresschildkröten bewohnen alle tropischen und subtropischen Meeresgebiete sowohl auf hoher See als auch in Küstennähe und verbringen bis auf die Eiablage ihr gesamtes Leben im Wasser. Die ersten Meeresschildkröten haben sich wahrscheinlich vor etwa 200 Millionen Jahren aus landlebenden Schildkröten entwickelt.
Meeresschildkröten ernähren sich von Kopffüßern, Krebsen, Schwämmen und Quallen, die sie bei ihren langen Tauchgängen jagen, weiterhin auch von Pflanzen. Einige Arten ändern die Nahrungszusammensetzung mit der Lebenszeit, sie werden mit dem Alter reine Pflanzenfresser. Ihr Stoffwechsel wird beim Tauchen stark herabgesetzt, und das Blut reichert sich mit CO2 an, ohne den Tieren zu schaden. Als Reptilien sind sie Lungenatmer und müssen nach einiger Zeit – etwa 5 bis 40 Minuten bei Aktivität, 4 bis 7 Stunden schlafend – auftauchen, um die CO2-haltige Luft gegen frische auszutauschen.
Meeresschildkröten sind häufig nicht standorttreu, sie legen jährlich weite Strecken auf ausgedehnten Wanderungen zurück. Dabei folgen sie anscheinend den Meeresströmungen, aber auch eine Orientierung mittels des Magnetfeldes der Erde oder des Lichtwinkels wird diskutiert. Um genauere Erkenntnisse darüber zu bekommen, laufen seit geraumer Zeit Markierungsprogramme, bei denen Meeresschildkröten mit Sendern ausgestattet und so auf ihren Wanderungen beobachtet werden.

## Fortpflanzung und Entwicklung

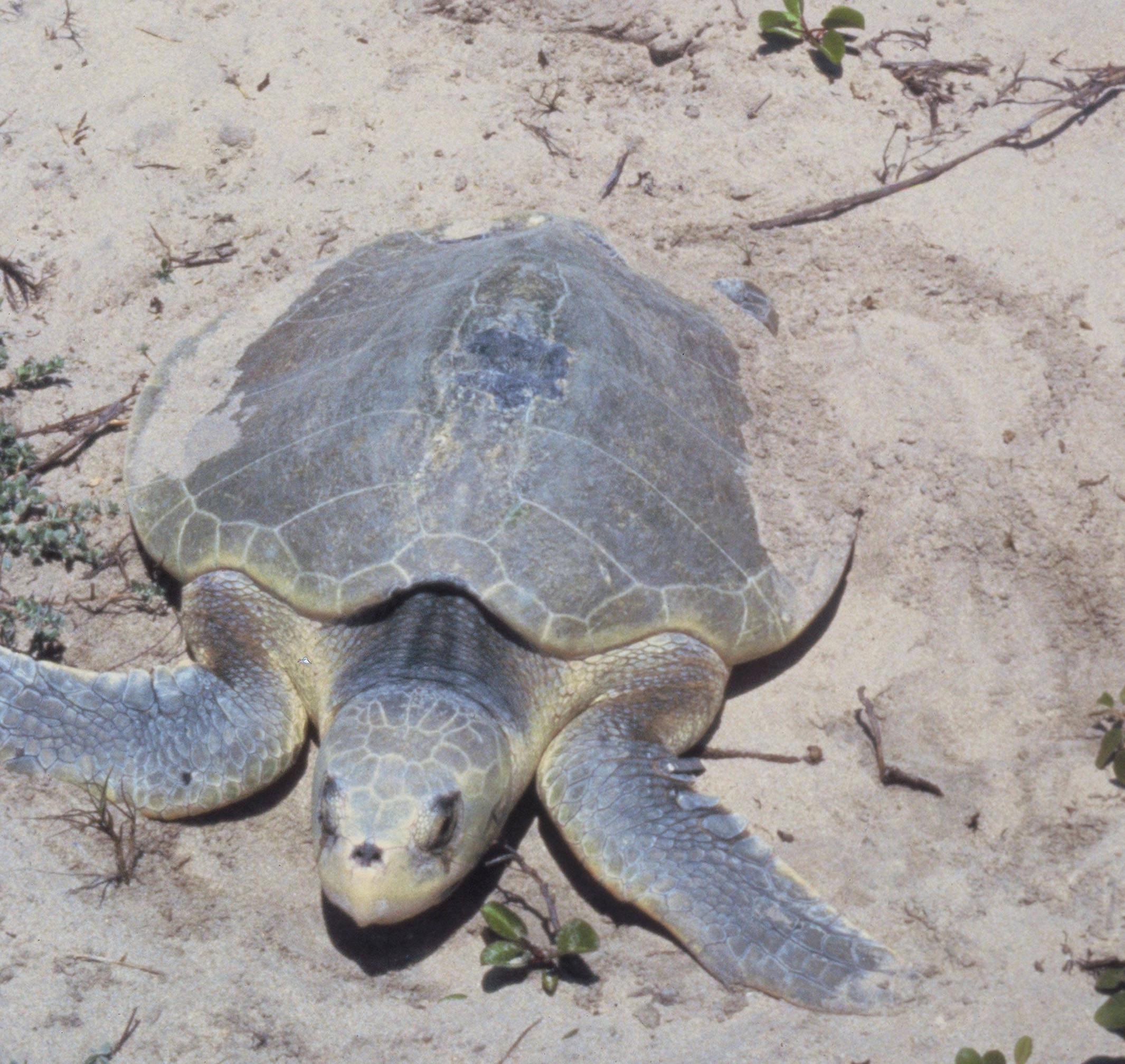
Karibische Bastardschildkröte

Die Paarung der Meeresschildkröten findet wahrscheinlich im offenen Meer statt. Danach suchen die Weibchen zielstrebig ihren Geburtsstrand auf und legen dort ihre weichschaligen Eier ab. Meeresschildkröten kehren immer nur zu ihrem Geburtsstrand zurück, ihr Lebenszyklus ist philopatrisch. Grüne Meeresschildkröten finden mit Hilfe des Erdmagnetfeldes ihre Paarungs- und Brutstätte auf der Insel Ascension. Dazu schwimmen sie nur nachts von der Ostküste Brasiliens über 2000 km Richtung Osten. Bei der Eiablage ziehen sich die weiblichen Tiere in der Nacht mit ihren Flossen über den Sandstrand und graben eine etwa 30–50 cm tiefe Grube, in die sie die Eier legen. In dieser Zeit tränen ihre Augen häufig, die Funktion des Vorgangs ist ungeklärt. Nachdem die Schildkröte die Eier gelegt hat, vergräbt sie sie und macht sich auf den Weg zurück ins Meer. In der Regel finden sich innerhalb weniger Nächte alle Weibchen eines Strandes ein und legen ihre Eier; deswegen schlüpfen dann auch die Jungtiere fast alle gleichzeitig, falls ein Gelege nicht Opfer eines Nesträubers (beispielsweise Warane, Stinktiere oder Waschbären) oder des Menschen wird. Die Sonne brütet die Eier aus, wobei die Temperatur über das Geschlecht der Jungtiere entscheidet: Über 29,9 °C entwickeln sich Weibchen, bei niedrigeren Männchen. Das gleichzeitige Eiablegen und Schlüpfen sorgt dafür, dass die Nesträuber gewöhnlich satt sind, bevor allzu großer Schaden angerichtet wird, wodurch mehr Jungtiere überleben („Räubersättigung“ bzw. „Allee-Effekt“). Weitere Feinde warten auf dem Weg der frisch geschlüpften Jungtiere zum Meer, vor allem Möwen und Rabenvögel. Eine andere natürliche Bedrohung für die Nester sind heftige Stürme, die in den tropischen Gegenden oft ganze Strände verwüsten. Außerdem bedroht sie der Mensch ungewollt durch Straßen, Städte und andere Lichtquellen. Da sich die gerade geschlüpften Tiere natürlicherweise am Mondlicht orientieren, um den Weg zurück ins Meer zu finden, werden sie durch künstliches Licht auf ihrem instinktiven Weg fehlgeleitet und verenden. Über das Leben der Jungtiere in ihren ersten Jahren war viele Jahrzehnte lang so gut wie nichts bekannt. Erst 2007 entdeckte man am Archie Carr Center for Sea Turtle Research bei der Untersuchung des Verhältnisses verschiedener Isotope im Panzer von Tieren, die in flachere Gewässer zurückkehren, dass sich die eigentlich pflanzenfressenden Schildkröten während der ersten Jahre von Quallen und anderen wirbellosen Tieren ernähren, die sie im offenen Meer fangen.

## Bedrohung und Schutz

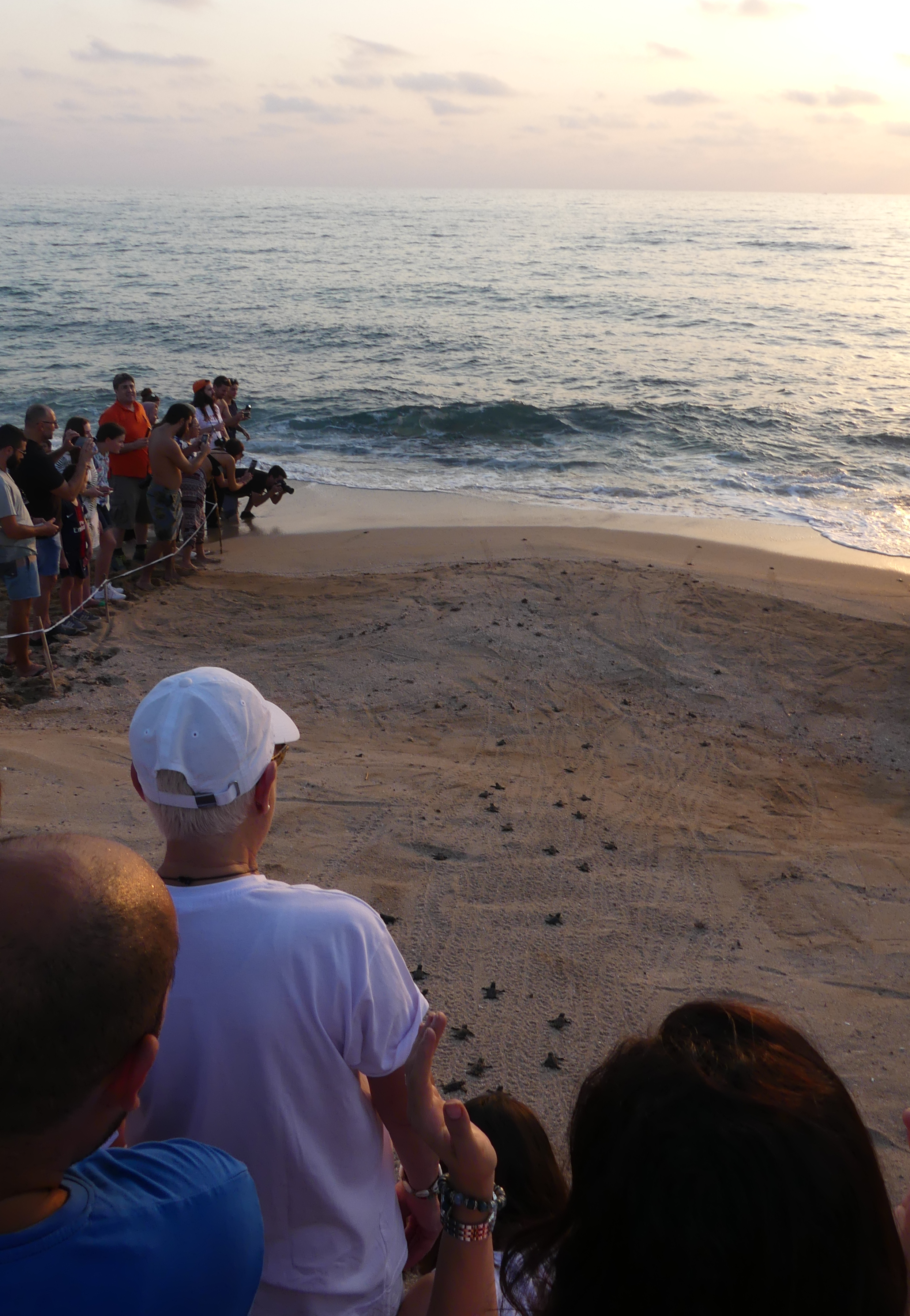
Die Meeresschildkröten-Schützerin Mona Khalil im Jahr 2019 bei der Freilassung von Jungtieren im Südlibanon.

Alle Meeresschildkröten sind in ihrem Bestand vom Aussterben bedroht. Die Bedrohung geht dabei ausschließlich vom Menschen aus, der sie aufgrund ihres Fleisches, der Eier und ihrer Panzer seit Jahrhunderten jagt. Besonders in den asiatischen Ländern ist das Fleisch sehr begehrt, und auch Handelsverbote, empfindliche Strafen und hohe Schwarzmarktpreise schränken den Handel kaum ein. Schildkrötenleder und das Schildpatt der Panzer stehen ebenfalls hoch im Kurs, vor allem in Japan, wo sie als Glücksbringer gelten.

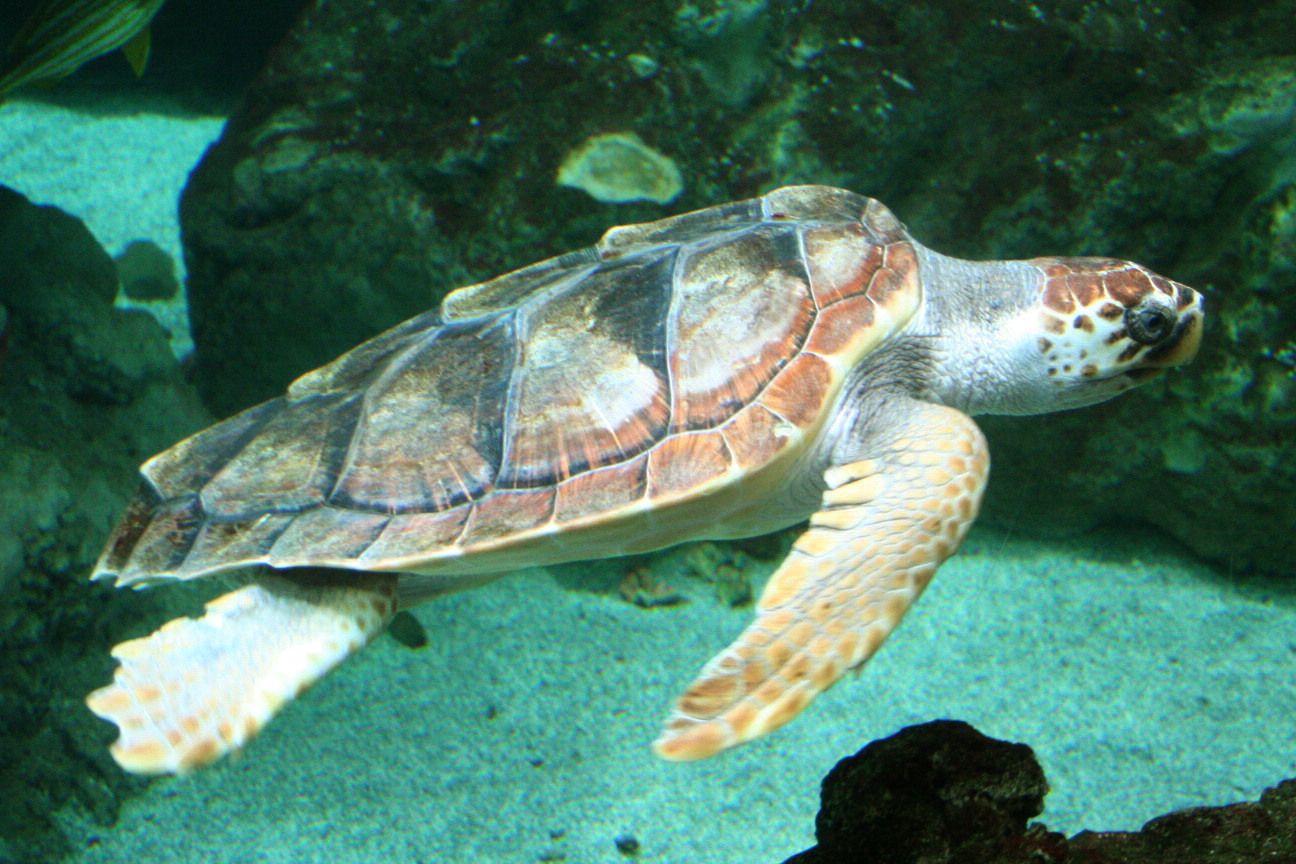
Unechte Karettschildkröte

Ein häufig vernachlässigter Faktor ist die Umweltverschmutzung ganzer Meeresregionen und Niststrände – etwa durch den Plastikmüll in den Ozeanen – die den Meeresschildkröten ihre Lebensgrundlage entzieht. Bei einer Untersuchung von 102 Meeresschildkröten – darunter alle sieben Arten – aus dem Atlantischen und Pazifischen Ozean sowie dem Mittelmeer, wurde Mikroplastik bei sämtlichen Tieren im Darminhalt nachgewiesen. Der weitaus größte Teil der aufgenommenen Menge besteht aus Fasern aus synthetischen Polymeren.
Moderne Fischfangmethoden stellen eine zusätzliche massive Bedrohung dar, da Tausenden von Meeresschildkröten als Beifang in einem Krabben- oder Fischnetz verenden oder sich in Geisternetzen verfangen, in denen sie ertrinken. Die in den letzten Jahren entwickelten TED-Netze (steht für „turtle excluder device“) für den Krabbenfang werden von den meisten Krabbenfischern abgelehnt, da sie einen Verlust der Krabbenernte befürchten.
Jahr für Jahr sterben zudem Tausende von Meeresschildkröten, weil sie Plastiktüten mit Quallen verwechseln.
Alle Meeresschildkröten stehen offiziell unter Artenschutz durch das Washingtoner Artenschutzabkommen. Der Handel mit Schildkrötenprodukten ist seit 1979 durch die Convention on International Trade in Endangered Species (CITES) verboten, und sie dürfen nicht gefangen und getötet werden. All diese Maßnahmen wirken jedoch nur schleppend. International versuchen Tierschützer und Organisationen den Schutz der Tiere durchzusetzen, indem sie Brutgebiete einzäunen und bewachen oder Zuchtstationen aufbauen. Die Insel Sipadan (bei Borneo) etwa wurde 2004 zum Naturschutzgebiet erklärt und das dortige Touristenresort geschlossen. Die Insel darf seither nur noch bei Tag und von einer bestimmten Anzahl Menschen nur an einigen Stellen betreten werden, und es ist nicht mehr erlaubt, auf der Insel zu übernachten. Auf den Turtle Islands, in der Sulusee, wurde die Zahl der gefundenen Nistgelege der Grünen Meeresschildkröte 2011 mit 14.220, mit über 1,44 Mio. Eiern, angegeben. Im Jahr 2004 wurde bisher die niedrigste Zahl an Nistgelegen gefunden, es waren etwas über 4.000. Diese deutliche Steigerung der Anzahl der Nistgelege wird als Erfolg der Schutzbemühungen der Philippinen und Malaysias gewertet.
Einen wesentlichen Beitrag zum Schutz der Schildkröten liefert die Wissenschaft, deren Erkenntnisse über das Verhalten der Tiere einen effektiveren Schutz erlauben.
Im Jahr 2017 haben Forscher Daten zu allen sieben Arten der Meeresschildkröten analysiert und die Studie der Erfolge jahrzehntelanger Schutzbemühungen im Journal Science Advances veröffentlicht. Ergebnis: Die Zahl der Schildkröten steigt in vielen Gebieten.
Das Team wertete für 299 Populationen jährliche Abschätzungen der Nester über Zeiträume von sechs bis 47 Jahren aus. Bei 95 Populationen stieg die Zahl der Tiere deutlich, bei 35 jedoch sank sie – ebenfalls deutlich. Beim Rest blieb sie in etwa gleich.
Hauptgründe für die steigenden Zahlen seien wahrscheinlich der effektive Schutz der Eier und der Weibchen bei der Eiablage sowie die Senkung der Todesfälle durch Beifang. Zugleich heben die Forscher die Bedeutung fortgesetzter Schutzmaßnahmen hervor.
Da bei erhöhten Temperaturen mehr weibliche als männliche Schildkröten geboren werden, könnte sich die globale Erwärmung besonders fatal auf Schildkrötenpopulationen auswirken. Beweise dazu gibt es bereits für eine australische Grünschildkrötenpopulation, bei der das Verhältnis von 116 zu 1 festgestellt werden konnte.

## Evolution der Meeresschildkröten

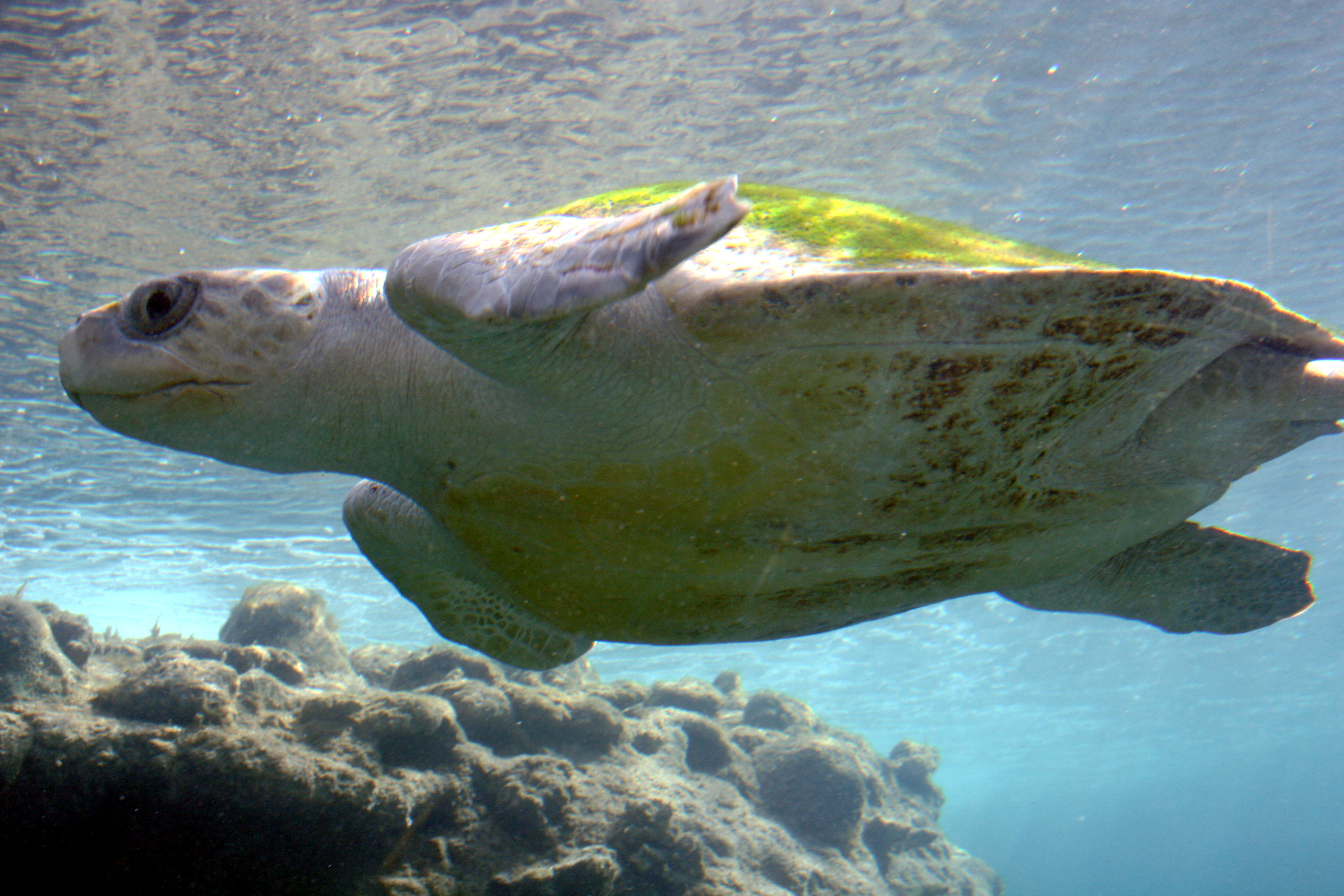
Oliv-Bastardschildkröte

Die Meeresschildkröten stammen von Land- oder Süßwasserschildkröten ab, die sekundär ins Wasser gegangen sind. Dies geschah wahrscheinlich im späten Paläozoikum. Die Aufspaltung der Meeresschildkröten und die Ausbildung der Cheloniidae fand wahrscheinlich in der frühen Kreide statt (vor etwa 110 Millionen Jahren), der Fossilbefund für die Schildkröten dieser Zeit ist jedoch sehr rar. Im münsterländischen Kalkwerk Hollekamp wurde beispielsweise ein einzelner Knochen gefunden. Die frühesten bekannten Vertreter der Cheloniidae besaßen zwar offensichtlich bereits paddelartige Extremitäten, diese waren jedoch noch nicht so gut ausgebildet wie bei den heutigen Arten. Auch das Salzausscheidungssystem über die Salzdrüsen war, der Kopfform nach zu schließen, bereits vorhanden und wurde vielleicht sogar bereits vor der endgültigen Lösung vom terrestrischen Lebensraum entwickelt. Die bis in das Jahr 2015 älteste bekannte Meeresschildkröte ist die Art Santanachelys gaffneyi aus der frühen Kreidezeit; sie wird allerdings einer separaten Familie namens Protostegidae zugeordnet.

## Systematik
Es existieren sechs bzw. sieben Arten der Meeresschildkröten, die fünf Gattungen zugeordnet werden. Der Artstatus der Schwarzen Meeresschildkröte (C. agassizii) ist bislang nicht abschließend geklärt.
- Grüne Meeresschildkröten (Chelonia)
  - Grüne Meeresschildkröte, Suppenschildkröte (Chelonia mydas)
    - Atlantische Suppenschildkröte (C. m. mydas)
    - Pazifische Suppenschildkröte (C. m. japonica)
    - C. m. carrinegra

  - Schwarze Meeresschildkröte (C. agassizii); bei dieser Schildkröte ist der Art- beziehungsweise Unterartstatus noch nicht geklärt.
- Caretta
  - Unechte Karettschildkröte (Caretta caretta)
    - C. c. caretta
    - C. c. gigas
- Eretmochelys
  - Echte Karettschildkröte (Eretmochelys imbricata)
    - Atlantische Karettschildkröte (E. i. imbricata)
    - Pazifische Karettschildkröte (E. i. bissa)
- Bastardschildkröten (Lepidochelys)
  - Oliv-Bastardschildkröte (Lepidochelys olivacea)
  - Atlantik-Bastardschildkröte, Karibische Bastardschildkröte (Lepidochelys kempii)
- Natator
  - Wallriffschildkröte (Natator depressus)

Die Verwandtschaftsverhältnisse der Arten lassen sich dem folgenden Diagramm entnehmen:
|                                    | Suppenschildkröte (Chelonia mydas) |
|                                    | |
| Bastardschildkröten (Lepidochelys) | \| \| Atlantik-Bastardschildkröte (Lepidochelys kempii) \| \| \| \| \| \| Oliv-Bastardschildkröte (Lepidochelys olivacea) \| \| \| \| |
|                                    | \| \| Atlantik-Bastardschildkröte (Lepidochelys kempii) \| \| \| \| \| \| Oliv-Bastardschildkröte (Lepidochelys olivacea) \| \| \| \| |
|                                    | Atlantik-Bastardschildkröte (Lepidochelys kempii)                                                                                     |
|                                    | |
|                                    | Oliv-Bastardschildkröte (Lepidochelys olivacea)                                                                                       |
|                                    | |

|  | Atlantik-Bastardschildkröte (Lepidochelys kempii) |
|  |                                                   |
|  | Oliv-Bastardschildkröte (Lepidochelys olivacea)   |
|  |                                                   |

|                                    | Suppenschildkröte (Chelonia mydas) |
|                                    | |
| Bastardschildkröten (Lepidochelys) | \| \| Atlantik-Bastardschildkröte (Lepidochelys kempii) \| \| \| \| \| \| Oliv-Bastardschildkröte (Lepidochelys olivacea) \| \| \| \| |
|                                    | \| \| Atlantik-Bastardschildkröte (Lepidochelys kempii) \| \| \| \| \| \| Oliv-Bastardschildkröte (Lepidochelys olivacea) \| \| \| \| |
|                                    | Atlantik-Bastardschildkröte (Lepidochelys kempii)                                                                                     |
|                                    | |
|                                    | Oliv-Bastardschildkröte (Lepidochelys olivacea)                                                                                       |
|                                    | |

|  | Atlantik-Bastardschildkröte (Lepidochelys kempii) |
|  |                                                   |
|  | Oliv-Bastardschildkröte (Lepidochelys olivacea)   |
|  |                                                   |

|                                    | Suppenschildkröte (Chelonia mydas) |
|                                    | |
| Bastardschildkröten (Lepidochelys) | \| \| Atlantik-Bastardschildkröte (Lepidochelys kempii) \| \| \| \| \| \| Oliv-Bastardschildkröte (Lepidochelys olivacea) \| \| \| \| |
|                                    | \| \| Atlantik-Bastardschildkröte (Lepidochelys kempii) \| \| \| \| \| \| Oliv-Bastardschildkröte (Lepidochelys olivacea) \| \| \| \| |
|                                    | Atlantik-Bastardschildkröte (Lepidochelys kempii)                                                                                     |
|                                    | |
|                                    | Oliv-Bastardschildkröte (Lepidochelys olivacea)                                                                                       |
|                                    | |

|  | Atlantik-Bastardschildkröte (Lepidochelys kempii) |
|  |                                                   |
|  | Oliv-Bastardschildkröte (Lepidochelys olivacea)   |
|  |                                                   |

|                                    | Suppenschildkröte (Chelonia mydas) |
|                                    | |
| Bastardschildkröten (Lepidochelys) | \| \| Atlantik-Bastardschildkröte (Lepidochelys kempii) \| \| \| \| \| \| Oliv-Bastardschildkröte (Lepidochelys olivacea) \| \| \| \| |
|                                    | \| \| Atlantik-Bastardschildkröte (Lepidochelys kempii) \| \| \| \| \| \| Oliv-Bastardschildkröte (Lepidochelys olivacea) \| \| \| \| |
|                                    | Atlantik-Bastardschildkröte (Lepidochelys kempii)                                                                                     |
|                                    | |
|                                    | Oliv-Bastardschildkröte (Lepidochelys olivacea)                                                                                       |
|                                    | |

|  | Atlantik-Bastardschildkröte (Lepidochelys kempii) |
|  |                                                   |
|  | Oliv-Bastardschildkröte (Lepidochelys olivacea)   |
|  |                                                   |

## Meeresschildkröten in der Kultur

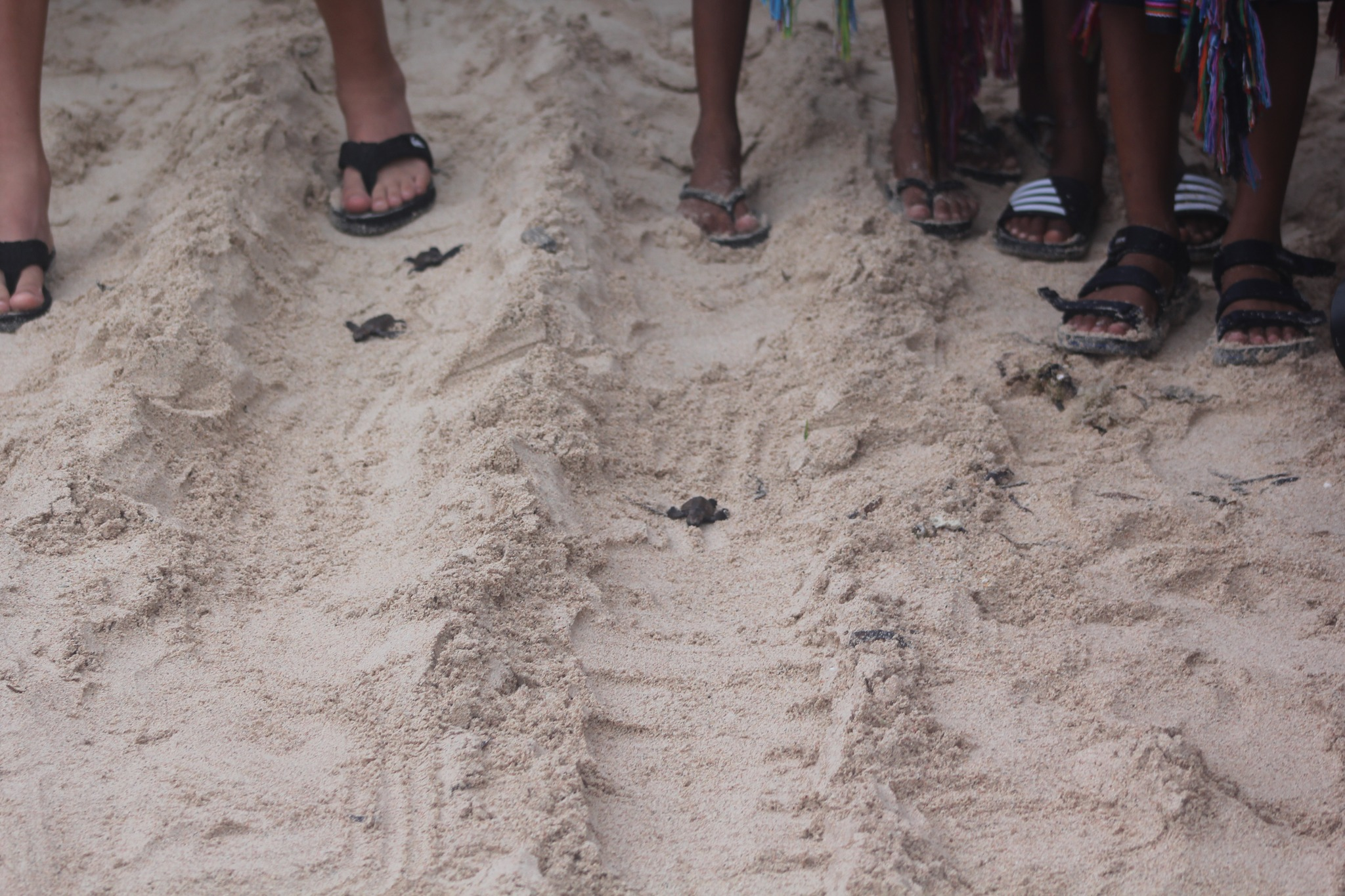
Kinder lassen in Osttimor junge Meeresschildkröten frei

- Sammys Abenteuer – Die Suche nach der geheimen Passage
- Tortuga – Die unglaubliche Reise der Meeresschildkröte

## Verwendung als Metapher
In der Volksrepublik China werden junge Absolventen internationaler Universitäten Haigui (simplifiziertes Chinesisch: 海归; traditionelles Chinesisch: 海歸; Pinyin: hǎiguī) genannt, was aufgrund des Gleichklangs mit der Bezeichnung zu Meeresschildkröte (海龟 / 海龜) inzwischen synonym verwendet wird. Aufgrund ihrer Qualifikation und Auslandserfahrung besetzen diese oft leitende Positionen in Auslandsstandorten chinesischer Unternehmen.